# Имела
Имела (лат. Viscum album) је мали округли зимзелени грм, који као полупаразит расте на дрвећу. Гране су раздељене на чланке са наспрамним дугуљастим листовима. Цветови су једнополни, ситни, жућкасти а биљке дводоме. Плодови су беле бобице, које садрже лепљиви сок. Имела је способна за процес фотосинтезе, из ксилема дрвета-домаћина црпе воду и минералне материје. Птице (дрозд имелаш) помажу њеном распростирању тако што кљун улепљен бобицама чисте о кору дрвећа.
Имела се још и назива мела, бела имела, омеље, лијепак.
Имела садржи алкалоиде, слуз, танине и смолу.

## Лековитост
Имела је од давнина сматрана лековитом биљком. У медицини се користи за снижавање крвног притиска, против закрчења крвних судова, вртоглавице и грчева. Користе се листови и танке дршке и то у периоду од октобра до децембра и од марта до априла, јер у другим месецима нема лековита својства.
Плод имеле је отрован.

## Митологија и симболично значење
Келтски свештеници, друиди, поштовали су имелу као биљку којој су придаване магичне моћи, ритуално су је секли златним српом и касније користили као лек. Викинзи су сматрали да може пробудити мртве. А старогрчки јунак Енеја је гранчицом имеле отворио врата подземног света. У старим текстовима наводи се као лек против епилепсије.
У неким земљама имела има значајну симболику током прославе Божића.
Качи се изнад улазних врата да би призвала госте. Када се двоје сретну испод имеле обичај је да се пољубе, јер овакви пољупци доносе срећу, а веровање је и да се из овог пољупца може родити вечна љубав.

## Слике
- Хабитус
- Цвет
- Плод
- Семе